# Bogdan Chirițoiu
Bogdan Marius Chirițoiu (n. 16 noiembrie 1970) este un politolog român, care a deținut funcția de consilier de stat în Administrația Prezidențială: la Departamentul de Politici Economice și Sociale (2005 - 2008) și la Departamentul de planificare și Analiză Politică (2008 - 2009). Din 5 mai 2009, Bogdan Chirițoiu deține funcția de președinte al Consiliul Concurenței, autoritatea națională în domeniul concurenței, care pune în aplicare și asigură respectarea prevederilor naționale, dar și a celor comunitare de concurență.

## Biografie
Bogdan Marius Chirițoiu s-a născut la data de 16 noiembrie 1970. A urmat studii la Facultatea de Medicină din cadrul Universității Carol Davila din București, un masterat în științe politice la Central European University din Budapesta și un masterat în studii europene la London School of Economics and Political Science - LSE. A obținut titlul științific de doctor în economie, specialitatea relații internaționale la Academia de Studii Economice, cu teza de doctorat "Asigurările sociale de sănătate în statele Europei Centrale și de Est".
După absolvirea facultății, începând din septembrie 1998, Bogdan Chirițoiu a fost cooptat ca asistent universitar la Facultatea de Științe Politice și Administrative din cadrul Universității București, predând cursurile de Analiză a Politicilor Publice, Globalizare (Economie Internațională Politică) și Politici Europene (pentru studenții de la Master).
În paralel cu activitatea didactică, a lucrat ca Intern în Afaceri Publice la Merck & Co Inc. din New Jersey, SUA, a fost consilier al Ministrului de Justiție, expert pe Politici Publice (Politici Sociale) în cadrul Programului Națiunilor Unite pentru Dezvoltare, consultant al Guvernului României pentru Integrare Europeană la Institutul European, consultant al Delegației Comisiei Europene pentru programul Europa la Global Consulting & Expertize și Consultant pe politici sociale la UNDP.
Bogdan Chirițoiu cunoaște sistemul politico-administrativ românesc, atât din perspectiva practică, cât și din cea a cercetării, a problematicii integrării europene, având o vastă experiență în colaborarea cu organizațiile internaționale. Are experiență în domeniul politicilor publice și al managementului proiectelor, deținând funcții de coordonator pentru proiecte Phare, evaluator pe programul Access, consultant al Delegației Comisiei Europene pentru programul Europa, evaluator pentru programul Phare Coeziune, Dezvoltarea Serviciilor Sociale, expert local (ADR7) pentru promovarea campaniei Phare - Schema de Dezvoltare a Resurselor 
Bogdan Chirițoiu a ocupat funcția de Consilier de stat la Departamentele „Politici Economice și Sociale” și „Planificare și analiză politică” în cadrul Administrației Prezidențiale.
În prezent, deține funcția de președinte al Consiliului Concurenței, autoritatea națională în domeniul concurenței, care pune în aplicare și asigură respectarea prevederilor naționale, dar și a celor comunitare de concurență (Legea concurenței nr. 21/1996).

## Publicații
Bogdan Chirițoiu este autorul a mai multor studii și articole de politică economică și socială, dintre care menționăm următoarele:
- Cadrul legislativ și investițiile străine directe” (Academy of the Parlamentarians, Romanian Academic Society (SAR), 1997);
- Prețurile de Referință în Experiența Internațională. Implicații pentru Europa Centrală și de Est. Un studiu de caz asupra Poloniei și României (Centre for Institutional Reform, Romanian Academic Society (SAR), București, 1998)
- Broken Mirror: The Evaluation Function in Romanian Social Ministries (SAR working paper, SAR: Bucharest, 2001);
- Studiul 10 (Asigurarea Socială), Studii de Impact (Institutul European din România, București, 2002) - coautor;
- Un model de evaluare a asigurărilor sociale de sănătate. Studiu comparativ asupra României, Ungariei și Republicii Cehe și Pășind cu greutate – Reforma pensiilor în România, în Alina Mungiu-Pippidi, Sorin Ioniță (ed.) - "Politici Publice" (Ed. Polirom, Iași, 2002);
- Cap. 12. România, în John S. Dryzek și Leslie Holmes - "Post-communist democratization. Political discourses across thirteen countries" (Cambridge University Press, 2002) - coautor;
- Evaluation report on the Social Mitigation of Mine Closure project (Report for DFID, 2003) - coautor;
- Issues in Pension Reform in Romania (Report for UNDP, 2003) - coautor;
- Ungaria vs Cehia: achiziție eficientă de servicii de sănătate? (Centrul pentru Politici și Servicii de Sănătate, București, 2004) - coautor;
- Evaluation report on the project Strengthening the Institutional Capacity of The Presidency of Romania (Report for UNDP and Matra, 2004) - coautor;
- Raportul Asupra Dezvoltării Umane – România (UNDP, 2006) etc.